# Svatopluk Svoboda
Svatopluk Svoboda (Praga, Bohemia (en la actualidad República Checa), 5 de diciembre de 1886-Brno, República Checa, 19 de octubre de 1971) fue un gimnasta artístico checo que compitió por Bohemia, campeón mundial en 1911 en el concurso por equipos.

## Carrera deportiva
En el Mundial de Turín 1911 ganó la medalla de oro en el concurso por equipos —por delante de Francia e Italia— y la medalla de bronce en la general individual, tras sus compatriotas los también bohemios Ferdinand Steiner, Josef Cada y empatado con Karel Stary.